# Hsu Shu-ching
Hsu Shu-ching (9 de maio de 1991) é uma halterofilista taiwanesa, bicampeã olímpica. 

## Carreira
Hsu competiu na Rio 2016, onde conquistou a medalha de ouro na categoria até 53 kg.
Quatro anos antes, nos Jogos Olímpicos de 2012, ficou com a medalha de prata (219 kg), na categoria até 53 kg. No entanto, com a desclassificação da cazaque Zulfia Tchinchanlo por doping em novembro de 2016, herdou a medalha de ouro nesse evento.